# 鹿野藩
鹿野藩（日语：／ Shikano-han */?）是日本因幡國氣多郡鹿野的藩，天正9年（1581年）創藩，元和3年7月20日（1617年8月21日）廢藩，貞享2年7月27日（1685年8月26日）第二次創藩，版籍奉還後廢藩，石高在高峰期達43,000石，第二次創藩後為鳥取藩的支藩，藩廳在第一次創藩時是鹿野城，第二次創藩時由於是藏米知行，因此沒有領地，僅在鳥取城附近設置居館，稱為東館，及至明治元年（1868年）才於鹿野設置陣屋。
武家屋敷方面，江戶藩邸上屋敷最初位於鐵砲洲築地，其後先後轉移至本芝三田和濱町大川沿岸，中屋敷位於鐵砲洲和大藏江，下屋敷最初則位於本所三目，其後先後轉移至千束村和廣尾。

## 歷史
天正9年（1581年），龜井茲矩由於在豐臣秀吉進攻鳥取城時於鹿野城防守有功而獲賜氣多郡13,800石，並且駐守於鹿野城。關原之戰時，茲矩是因幡國唯一的東軍，戰後的慶長5年獲加增高草郡24,200石，總石高達到38,000石。慶長7年（1602年），與鳥取城城主池田長吉交換了部分領地。慶長14年（1614年）正月，茲矩隱居，由其子龜井政矩繼位，政矩在同年也奉江戶幕府之命與松平康重之女成婚，並且獲加增伯耆國久米郡和河村郡內共5,000石，石高因而增至43,000石。元和3年7月20日（1617年8月21日），政矩轉封至石見津和野藩。
龜井家轉封後，鹿野成為因幡鳥取藩的領地，鹿野城則由池田光政家老日置忠俊進駐。寬永9年（1632年），池田光仲入主因幡國和伯耆後，未有派重臣駐守於鹿野。寬永17年（1640年），光仲的叔父播磨山崎藩藩主池田輝澄被改易，並且交由光仲負責看管，同時以播磨神崎郡和印南郡內10,000石作為其扶持。寬文2年（1662年），輝澄在鹿野死去，其子池田政直繼位，並且轉移至神崎郡，創立福本藩。
貞享2年7月27日（1685年8月26日），光仲在隱居的同時新田分知25,000石予次子池田仲澄，由於其居館位於鳥取城以東，因此又稱為東館，加上江戶藩邸位於三田，所以又稱作三田家。元祿15年閏8月7日（1702年9月28日），獲加增5,000石。明和8年6月14日（1771年7月25日），鳥取藩藩主池田重寬四子作為池田延俊的養子而繼位，即池田澄時。天明5年11月19日（1785年12月20日），重寬六子作為澄時的養子而繼位，即池田仲雅。慶應元年4月4日，池田仲諟三子作為池田仲建的養子而繼位，即池田德澄。
慶應4年（1868年）正月，東館與鳥取藩在鳥羽伏見之戰一同出兵，及後隸屬於東山道鎮撫使總督。明治元年（1868年）的東京行幸時，德澄代替患病的鳥取藩藩主池田慶德率領一眾鳥取藩兵同行。同年12月10日（1869年1月22日），東館正式定名為鹿奴藩。明治2年（1869年）6月，德澄憑戰功獲朝廷下賜2,000兩。版籍奉還後，德澄雖然獲得知事待遇，但是鹿奴藩未獲承認，最終併入至鳥取藩。

## 歷任藩主
| 家名   | 家格      | 名稱     | 石高               | 藩領                                      |
| ------ | --------- | -------- | ------------------ | ----------------------------------------- |
| 龜井家 | 外樣 城持 | 龜井茲矩 | 13,800石↓ 38,000石 | 因幡國氣多郡↓ 因幡國氣多郡和高草郡        |
| 龜井家 | 外樣 城持 | 龜井政矩 | 43,000石           | 因幡國氣多郡和高草郡 伯耆國久米郡和河村郡 |
| 池田家 | 外樣      | 池田仲澄 | 25,000石↓ 30,000石 | 因幡國內和伯耆國內的新田                  |
| 池田家 | 外樣      | 池田仲央 | 30,000石           | 因幡國內和伯耆國內的新田                  |
| 池田家 | 外樣      | 池田仲庸 | 30,000石           | 因幡國內和伯耆國內的新田                  |
| 池田家 | 外樣      | 池田澄延 | 30,000石           | 因幡國內和伯耆國內的新田                  |
| 池田家 | 外樣      | 池田延俊 | 30,000石           | 因幡國內和伯耆國內的新田                  |
| 池田家 | 外樣      | 池田澄時 | 30,000石           | 因幡國內和伯耆國內的新田                  |
| 池田家 | 外樣      | 池田仲雅 | 30,000石           | 因幡國內和伯耆國內的新田                  |
| 池田家 | 外樣      | 池田仲律 | 30,000石           | 因幡國內和伯耆國內的新田                  |
| 池田家 | 外樣      | 池田仲建 | 30,000石           | 因幡國內和伯耆國內的新田                  |
| 池田家 | 外樣      | 池田德澄 | 30,000石           | 因幡國內和伯耆國內的新田                  |

## 註解
1. ↑  鹿野現為鳥取縣鳥取市鹿野町（日语：鹿野町 (鳥取県)）鹿野（日语：鹿野 (鳥取市)）[1]。
2. ↑  現行對應地名如下[3]：
  - 鐵砲洲現為東京都中央區湊和明石町。
  - 本芝三田上屋敷現在位於東京都港區芝5丁目7−1[4]。
  - 本所三目現為東京都墨田區綠4丁目內。
  - 千束村現為東京都荒川區南千住和台東區千束一帶。
  - 廣尾下屋敷現為東京都澀谷區廣尾5-13[5]。
3. ↑  關於實際廢藩時期，《藩史大事典》同時記載有兩個說法，分別是版籍奉還時和明治3年（1870年）3月[2]，《角川日本地名大辭典》稱是明治2年[1]，《國史大辭典》則指是明治3年[7]。

## 外部連結
- . kotobank （日语）.